# Шкала расстояний в астрономии
Шкала расстояний в астрономии — комплексное название проблем, связанных с измерением расстояний в астрономии. Точное измерение положения звёзд является частью астрометрии.
Многие астрономические объекты, используемые для построения шкалы расстояний, принадлежат к тому или иному классу с известной светимостью. Такие объекты называют стандартными свечами. Измерив их видимую яркость и зная светимость, можно посчитать расстояние до них, основываясь на законе обратных квадратов.

## Построение галактической шкалы

### Потригонометрическому параллаксу

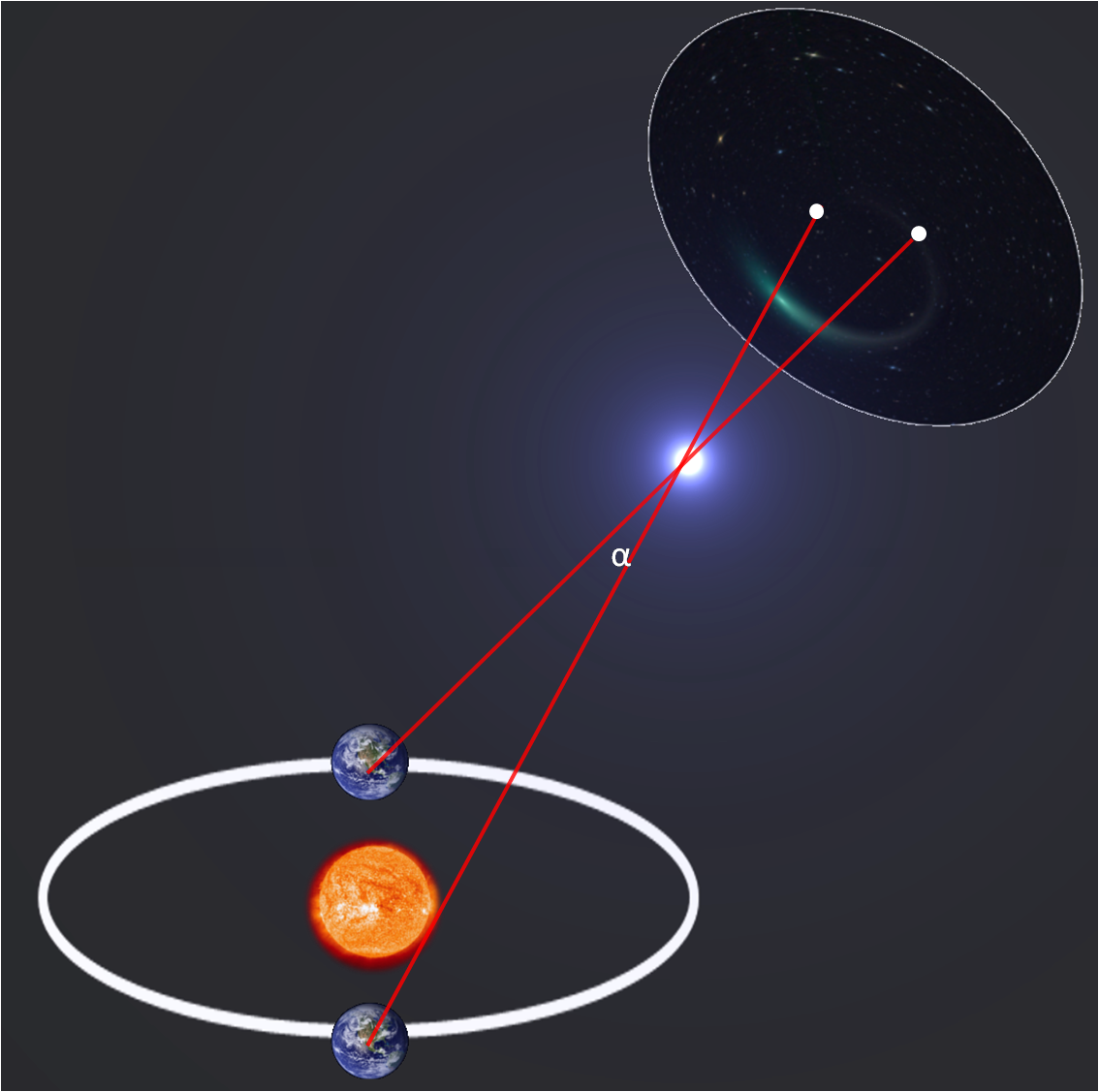
Схема возникновения годичного параллакса

Параллакс — это угол, возникающий благодаря проекции источника на небесную сферу. Различают два вида параллакса: годичный и групповой.
Годичный параллакс — угол, под которым был бы виден средний радиус земной орбиты из центра масс звезды. Из-за движения Земли по орбите видимое положение любой звезды на небесной сфере постоянно сдвигается — звезда описывает эллипс, большая полуось которого оказывается равной годичному параллаксу. По известному параллаксу из законов евклидовой геометрии расстояние от центра земной орбиты до звезды можно найти как:
{\displaystyle D={\frac {2R}{2\sin \alpha /2}}\approx {\frac {2R}{\alpha }}},
где D — искомое расстояние, R — радиус земной орбиты, а приближённое равенство записано для малого угла (в радианах). Данная формула хорошо демонстрирует основную трудность этого метода: с увеличением расстояния значение параллакса убывает по гиперболе, и поэтому измерение расстояний до далёких звёзд сопряжено со значительными техническими трудностями.
Суть группового параллакса состоит в следующем: если некое звёздное скопление имеет заметную скорость относительно Земли, то по законам проекции видимые направления движения его членов будут сходиться в одной точке, называемой радиантом скопления. Положение радианта определяется из собственных движений звёзд и смещения их спектральных линий, возникшего из-за эффекта Доплера. Тогда расстояние до скопления находится из следующего соотношения:
{\displaystyle D={\frac {V_{r}\mathrm {tg} (\lambda )}{4.738\mu }},}
где μ и Vr — соответственно угловая (в секундах дуги в год) и лучевая (в км/с) скорость звезды скопления, λ — угол между прямыми Солнце—звезда и звезда—радиант, а D — расстояние, выраженное в парсеках. Только Гиады имеют заметный групповой параллакс, но до запуска спутника Hipparcos только таким способом можно откалибровать шкалу расстояний для старых объектов.

### По цефеидам и звёздам типа RR Лиры
На цефеидах и звёздах типа RR Лиры единая шкала расстояний расходится на две ветви — шкалу расстояний для молодых объектов и для старых. Цефеиды расположены в основном в областях недавнего звёздообразования и поэтому являются молодыми объектами. Переменные типа RR Лиры тяготеют к старым системам, например, особенно их много в шаровых звёздных скоплениях в гало нашей Галактики.
Оба типа звёзд являются переменными, но если цефеиды — недавно образовавшиеся объекты, то звёзды типа RR Лиры сошли с главной последовательности — гиганты спектральных классов A—F, расположенные в основном на горизонтальной ветви диаграммы «цвет-величина» для шаровых скоплений. Однако способы их использования как стандартных свеч различны:
- Для цефеид существует хорошая зависимость «период пульсации — абсолютная звёздная величина». Скорее всего, это связано с тем, что массы цефеид различны.
- Для звёзд RR Лиры средняя абсолютная звёздная величина примерно одинакова и составляет {\displaystyle M_{RR}\approx 0.78^{m}}[1].

Определение данным методом расстояний сопряжено с рядом трудностей:
1. Необходимо выделить отдельные звёзды. В пределах Млечного Пути это не составляет особого труда, но чем больше расстояние, тем меньше угол, разделяющий звёзды.
2. Необходимо учитывать поглощение света пылью и неоднородность её распределения в пространстве.

Кроме того, для цефеид остаётся серьёзной проблемой точное определение нуль-пункта зависимости «период пульсации — светимость». На протяжении XX века его значение постоянно менялось, а значит, менялась и оценка расстояния, получаемая подобным способом. Светимость звёзд типа RR Лиры, хотя и почти постоянна, но всё же зависит от концентрации тяжёлых элементов.

### По новым звёздам
см. Новая звезда#Новые как индикаторы расстояния

### По эффекту Вилсона — Баппу
Эффект Вилсона — Баппу — наблюдательная зависимость между абсолютной звёздной величиной в фильтре V (MV) и полушириной эмисионных линий K1 и К2 ионизированного Ca II в их атмосфере, центрированной на 3933,7 Å. Открыт в 1957 Olin C. Wilson и M. K. Vainu Bappu. Современный вид следующий:
{\displaystyle M_{V}=33.2-18.0\log(W_{0})},
где  W0 — ширина линии, выраженная в ангстремах.
Основные недостатки метода как индикатора заключаются в следующем:
- Вид зависимости может меняться в зависимости от скрытых параметров.
- Звезда может состоять в двойной системе
- Звезда может иметь переменность, меняющую ширину линии значительным образом.

## Построение внегалактической шкалы

### По сверхновым типа Ia

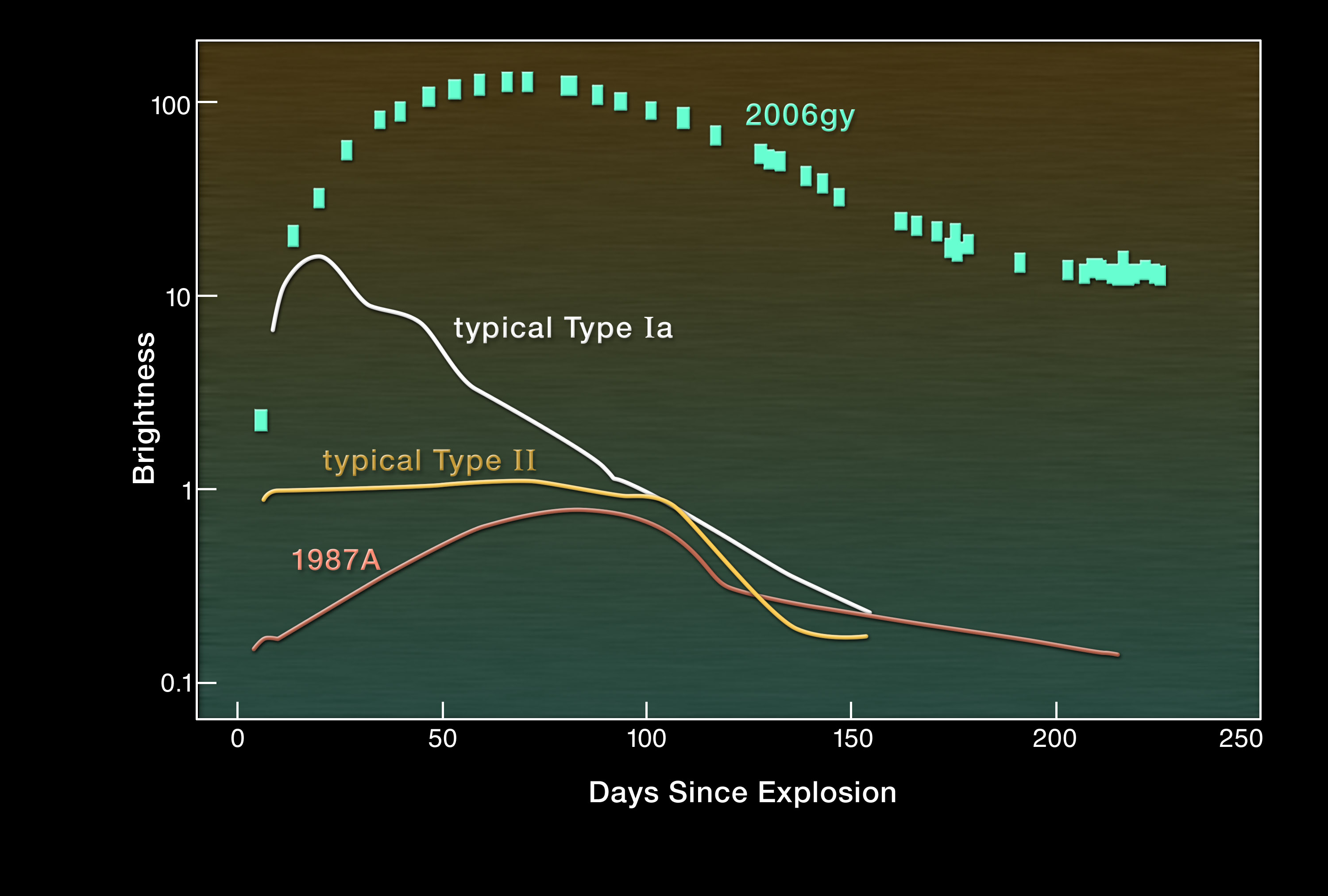
Кривые блеска различных сверхновых.

Обычно, помимо общих для всех фотометрических методов, к недостаткам и открытым проблемам данного метода относят:
1. Проблема К-поправки. Суть этой проблемы состоит в том, что измеряется не болометрическая интенсивность (интегрированная по всему спектру), а в определённом спектральном диапазоне приёмника. Это значит, что для источников, имеющие разные красные смещения, измеряется интенсивность в разных спектральных диапазонах. Для учёта этого различия вводится особая поправка, называемая К-поправка.
2. Форма кривой зависимости расстояния от красного смещения измеряется разными обсерваториями на разных инструментах, что порождает проблемы с калибровками потоков и т. п.
3. Раньше считалось, что все сверхновые Ia — это взрывающиеся белые карлики в тесной двойной системе, где второй компонент — это красный гигант. Однако появились свидетельства, что по крайне мере часть из них могут возникать в ходе слияния двух белых карликов, а значит этот подкласс уже не походит для использования в качестве стандартной свечи.
4. Зависимость светимости сверхновой от химического состава звезды-предшественницы.

Именно благодаря вспышкам сверхновых в 1998 году две группы наблюдателей открыли ускорение расширения Вселенной. На сегодняшний день факт ускорения почти не вызывает сомнений, однако по одним сверхновым невозможно однозначно определить его величину: всё ещё крайне велики ошибки для больших z, поэтому приходится привлекать также другие наблюдения.
В 2020 году группа корейских исследователей показала, что с очень высокой вероятностью светимость этого типа сверхновых коррелирует с химическим составом и возрастом звёздных систем — а следовательно, применение их для определения межгалактических расстояний, в том числе для определения скорости расширения Вселенной, может давать ошибку.

### По гравитационным линзам

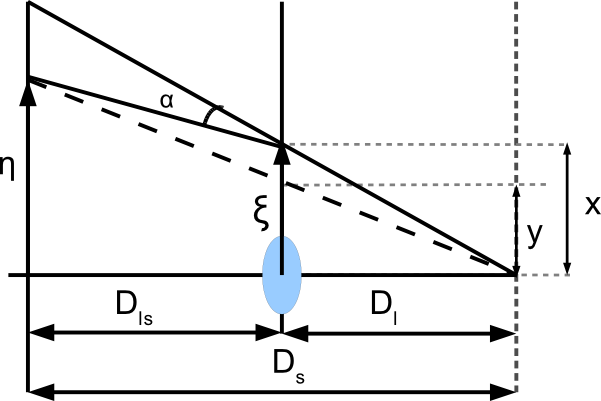
Геометрия гравитационного линзирования

Проходя около массивного тела, луч света отклоняется. Таким образом, массивное тело способно собирать параллельный пучок света в некотором фокусе, строя изображение, причём их может быть несколько. Это явление называется гравитационным линзированием. Если линзируемый объект — переменный, и наблюдается несколько его изображений, это открывает возможность измерения расстояний, так как между изображениями будут различные временны́е задержки из-за распространения лучей в разных частях гравитационного поля линзы (эффект аналогичен эффекту Шапиро в Солнечной системе).
Если в качестве характерного масштаба для координат изображения ξ и источника η (см. рисунок) в соответствующих плоскостях взять ξ0=Dl и η0=ξ0Ds/Dl (где D — угловое расстояние), тогда можно записывать временно́е запаздывание между изображениями номер i и j следующим образом:
где x=ξ/ξ0 и y=η/η0 — угловые положения источника и изображения соответственно, с — скорость света, zl — красное смещение линзы, а ψ — потенциал отклонения, зависящий от выбора модели. Считается, что в большинстве случаев реальный потенциал линзы хорошо аппроксимируется моделью, в которой вещество распределено радиально симметрично, а потенциал превращается в бесконечность. Тогда время задержки определяется по формуле:
Однако на практике чувствительность метода к виду потенциала гало галактики существенна. Так, измеренное значение H0 по галактике SBS 1520+530 в зависимости от модели колеблется от 46 до 72 км/(с·Мпк).

### По красным гигантам
Ярчайшие красные гиганты имеют одинаковую абсолютную звёздную величину −3.0m±0.2m, а значит, подходят на роль стандартных свеч. Наблюдательно первым этот эффект обнаружил Сендидж в 1971 году. Предполагается, что эти звёзды либо находятся на верхней точке первого подъёма ветви красных гигантов звёзд малой массы (меньше солнечной), либо лежат на асимптотической ветви гигантов.
Основным достоинством метода является то, что красные гиганты удалены от областей звёздообразования и повышенной концентрации пыли, что сильно облегчает учёт поглощения. Их светимость также крайне слабо зависит от металличности как самих звёзд, так и окружающей их среды.
Основная проблема данного метода — выделение красных гигантов из наблюдений звёздного состава галактики. Существует два пути её решения:
- Классический — метод выделения края изображений. При этом обычно применяют Собелевский фильтр. Начало провала — искомая точка поворота. Иногда вместо собелевского фильтра в качестве аппроксимирующей функции берут гауссиану, а функция выделения края зависит от фотометрических ошибок наблюдений. Однако по мере ослабления звезды растут и ошибки метода. В итоге предельно измеряемый блеск на две звёздных величины хуже, чем позволяет аппаратура.
- Второй путь — построение функции светимости методом максимального правдоподобия. Данный способ основывается на том, что функция светимости ветви красных гигантов хорошо аппроксимируется степенной функцией:
{\displaystyle \xi (m)\propto 10^{am},}

где a — коэффициент, близкий к 0,3, m — наблюдаемая звёздная величина. Основная проблема — расходимость в некоторых случаях рядов, возникающих в результате работы метода максимального правдоподобия.

### По эффекту Сюняева — Зельдовича
Изменение интенсивности радиоизлучения реликтового фона из-за обратного эффекта Комптона на горячих электронах межзвёздного и межгалактического газа называется эффектом Сюняева — Зельдовича. Эффект назван в честь предсказавших его в 1969 году учёных Р. А. Сюняева и Я. Б. Зельдовича. С помощью эффекта Сюняева — Зельдовича можно измерить диаметр скопления галактик, благодаря чему скопления галактик могут быть использованы в качестве стандартной линейки при построении шкалы расстояний во Вселенной. На практике эффект начали регистрировать с 1978 года. Ныне данные для составления каталогов скоплений галактик обращаются к данным космических («Планк») и наземных (Южный полярный телескоп, Sunyaev-Zel’dovich Array) обсерваторий, полученным на основе эффекта Сюняева — Зельдовича.

### По зависимости Талли — Фишера
см. Зависимость Талли — Фишера

### По галактикам с активным ядром
см. Галактика с активным ядром

### По мазерам
см. Космический мазер

### По поверхностной яркости
см. Поверхностная яркость